# レトロ

博物館の昭和に関する展示で再現された駄菓子屋

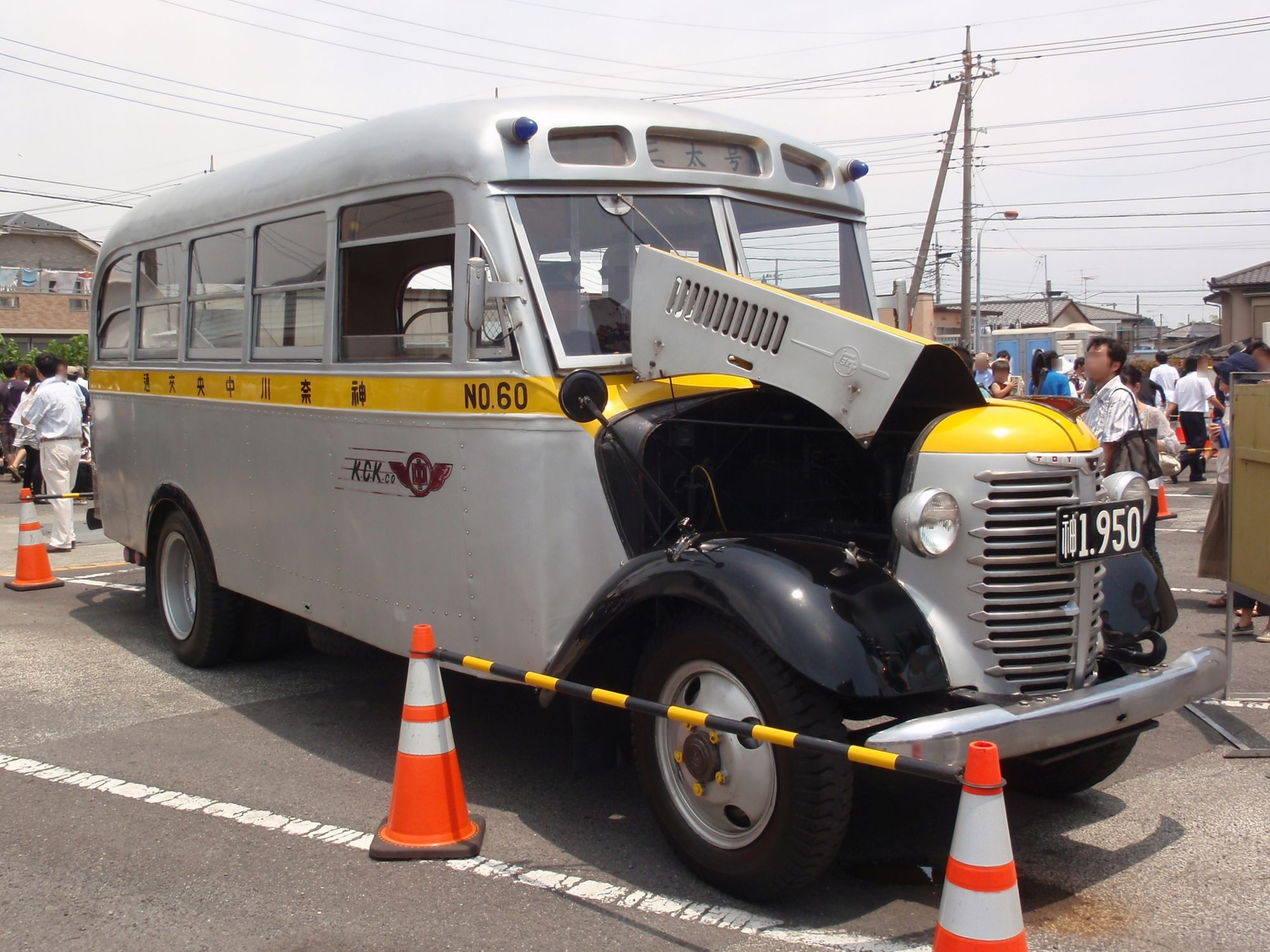
戦後間もない時期に走っていた薪バス（→解説に関しては木炭自動車#概要を参照）の復元

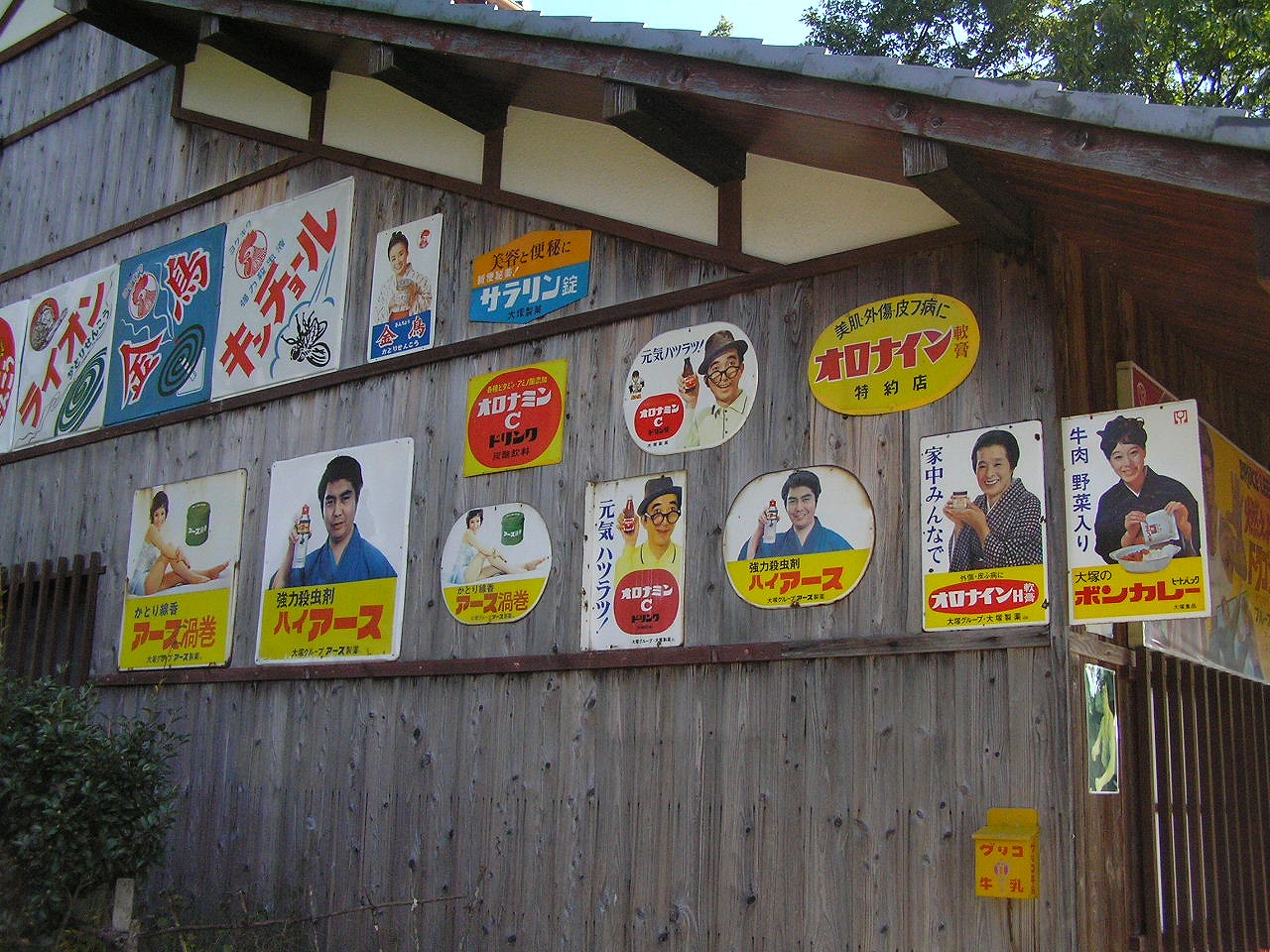
古い建物に貼られたホーロー看板
こうした物を趣味として撮影して回る者もいる。

レトロ（retro）は、retrospective（レトロスペクティブ、回顧）の略語。懐古趣味（かいこしゅみ）のこと。
思想的・政治的に過去の価値観を軽視せず伝統を重んじる保守主義とは異なり、サブカルチャー的な世界における「古き良きものを懐かしみ愛好する」趣味を指す。古さやノスタルジーを感じさせる事物を好意的な意味で「レトロな」と形容する語（和製英語）としても使われる。

## 製品
工業製品の場合における「レトロ」とは、現行技術で作られ、見た目だけを古風にデザインしたものを指し、本当に古い年代物の骨董品（アンティーク、ビンテージ）とは区別される。
一例として自動車では、現行技術で作られたレトロの場合はパイクカーやファンタスティックバス、本当に古い車両は旧車（クラシックカー、ヒストリックカー）などと区別されて呼ばれる。
ただし、「レトロゲーム」「レトロPC」などのように、実際に古い物に対し「レトロ」の語で呼ばれる場合もある。
建築の世界では、モダニズム建築への批判から提唱された建築のスタイル「ポストモダン建築」が現れた。合理的で機能主義的となった近代モダニズム建築に対し、その反動として現れた装飾性、折衷性、過剰性などの回復を目指した建築スタイルで、1980年代を中心に流行した。

## 日本における流行
時代が進むにつれて、新しかったものもどんどん古くなるため、「レトロ」の対象も広がっていくことになる。この点は「懐メロ」と同様である。
日本ではこのような懐古趣味の指向現象が盛り上がり、幾度かの流行となっている。
1980年代から起こったレトロブームは、1920年代から1950年代（大正末期から昭和の高度経済成長期直前）までの時代を懐古したムーブメントであった。この一因として、家庭用ビデオデッキやビデオソフトの普及により、過去の映像を懐かしむことができるようになったことがあるとされる。
1980年代頃から世界的な潮流として流行し始めた「レトロフューチャー」とは、「19世紀後期から20世紀中期までの人々が描いた未来像」への懐古趣味を指す。昔の人が空想した「未来」の描写を好み、当時描かれた未来像と現実の未来（すなわち現在）とを比較し、一種の郷愁性を楽しむ趣味である。
2000年代には、1960年代から70年代を懐古するのが人気となった。一例として、『プロジェクトX』や、昭和30年代の東京を再現した映画『クレヨンしんちゃん 嵐を呼ぶ モーレツ!オトナ帝国の逆襲』『ALWAYS 三丁目の夕日』のヒットなどがある。
2010年代には、登美丘高校の「バブリーダンス」、80年代アイドルやラジカセなど、1980年代からバブル時代が平成生まれの間で人気となった。また訪日するレトロゲームコレクターや、vaporwave、シティポップなど海外発の日本レトロ趣味も起きた。
2019年5月から元号が令和に変わり、平成も過去の時代になったため、「平成レトロ」という言葉が出てきた。平成レトロ文化研究家の山下メロは、改元前の平成29年（2017年2月）から「平成レトロ」を使い始めた。平成における技術や世相の変化が大きかったためで、2021年時点では平成初期に流行したポケットベルなどが対象であるが、今後も時の経過につれて平成中期・後期も「レトロ」になっていくとしている。